# Rianiate (Borbor)
Rianiate is een bestuurslaag in het regentschap Toba Samosir van de provincie Noord-Sumatra, Indonesië. Rianiate telt 647 inwoners (volkstelling 2010).